# Лескоец (община Ресен)
Вижте пояснителната страница за други значения на Лескоец.
Лескоец (на македонска литературна норма: Лескоец) е село в община Ресен, Северна Македония.

## География
Селото е разположено на юг от град Ресен, в източните поли на планината Галичица.

## История
В XV век в Лесковчене са отбелязани поименно 58 глави на домакинства. В XIX век Лескоец е село в Битолска кааза, Нахия Горна Преспа на Османската империя. В „Етнография на вилаетите Адрианопол, Монастир и Салоника“, издадена в Константинопол в 1878 година и отразяваща статистиката на населението от 1873 година, Лескоец (Leskovetz) е посочено като село с 11 домакинства и 35 жители българи.
Според статистиката на Васил Кънчов („Македония. Етнография и статистика“) от 1900 година Лѣскоецъ или Лѣсковецъ има 92 жители, всички българи християни.
На Етнографската карта на Битолския вилает на Картографския институт в София от 1901 година Лесковец е чисто българско село в Битолската каза на Битолския санджак с 19 къщи.
В началото на XX век жителите на селото е под върховенството на Българската екзархия. По данни на секретаря на екзархията Димитър Мишев („La Macédoine et sa Population Chrétienne“) през 1905 година в Лескоец има 64 българи екзархисти. Българската църква „Св. Никола“ е построена през 90-те години на XIX век.
Според преброяването от 2002 година селото има 12 жители.
| Националност     | Всичко |
| северномакедонци | 12     |
| албанци          | 0      |
| турци            | 0      |
| цигани           | 0      |
| власи            | 0      |
| сърби            | 0      |
| бошняци          | 0      |
| други            | 0      |